# University of Victoria
University of Victoria är ett kanadensiskt universitet i provinsen British Columbias huvudstad Victoria. Universitetet grundades 1963 men har sitt ursprung i Victoria College, grundat 1903. 
På universitetet studerar fler än 19 000 studenter fördelade över elva fakulteter, och lärosätet är därmed ett mellanstort kanadensiskt universitet. Det är ett av Kanadas främsta universitet.[källa behövs]
University of Victoria placerade sig på 364:e plats 2020 i QS Universitetsvärldsrankning över världens bästa universitet.